# 苏黎世音乐厅管弦乐团

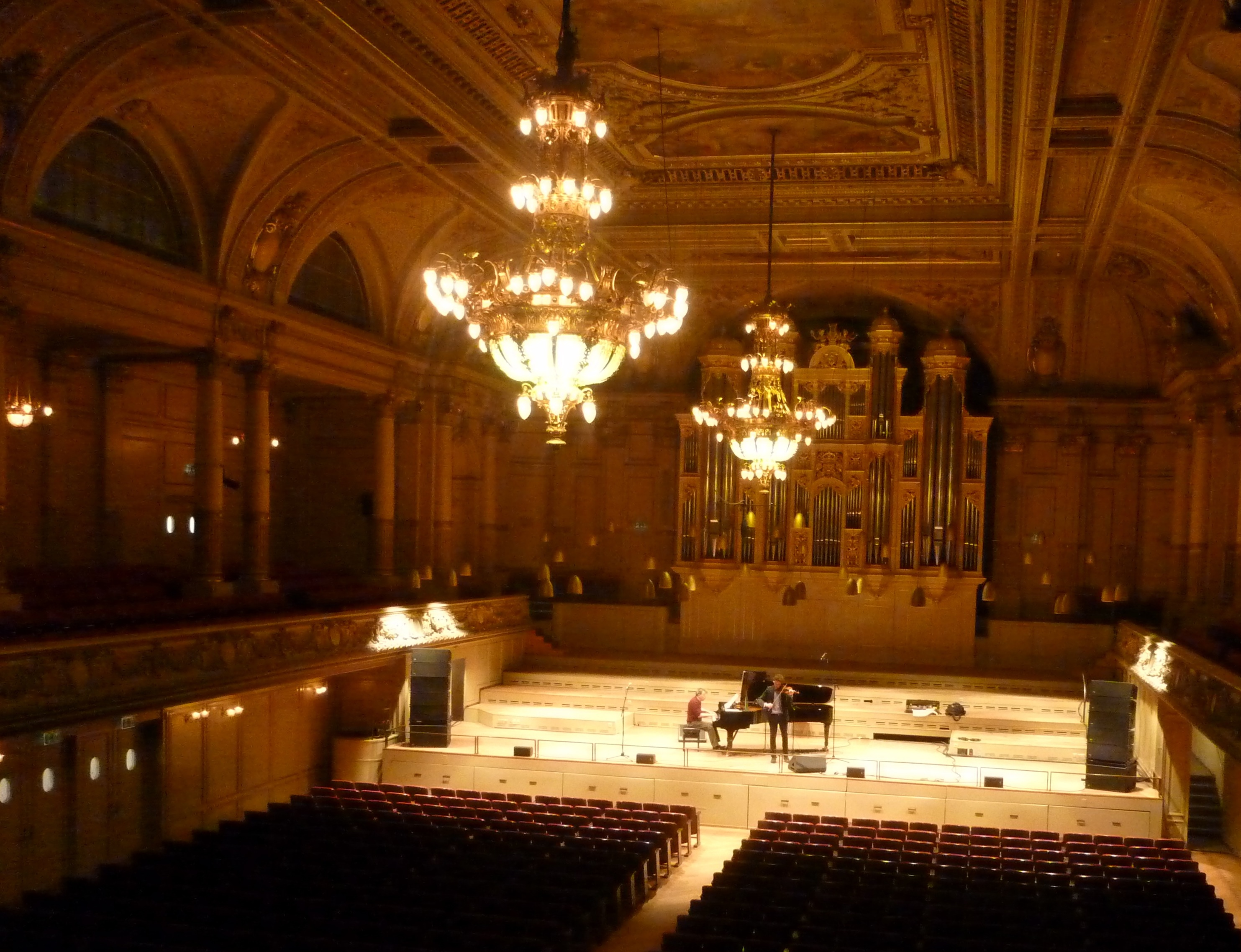
苏黎世音乐厅

苏黎世音乐厅管弦乐团（德語：Tonhalle-Orchester Zürich）位于瑞士苏黎世，创立于1868年。乐团1895年起在苏黎世音乐厅演出。

## 首席指挥
- 1868－1906年：弗里德里希·黑加尔（德语：Friedrich Hegar）
- 1906－1949年：福尔克马尔·安德烈埃（德语：Volkmar Andreae）
- 1949－1957年：埃里希·施密德（德语：Erich Schmid (Komponist)）
- 1957－1962年：汉斯·罗斯鲍德
- 1965－1972年：鲁道夫·肯普
- 1975－1980年：格尔德·阿尔布雷希特
- 1982－1986年：克里斯托弗·埃申巴赫
- 1987－1991年：若杉弘
- 1991－1995年：空缺（常任客座指挥：克劳斯·彼得·弗洛尔（德语：Claus Peter Flor））
- 1995－2014年：大卫·津曼
- 2014－2018年：利昂内尔·布兰吉耶（法语：Lionel Bringuier）
- 2019年－：帕沃·耶尔维

## 早期历史
苏黎世“综合音乐协会”（Allgemeinen Musikgesellschaft，AMG）于1812年从三个不同的音乐组织合并而成，协会下属的乐团由业余爱好者和专业音乐家组成，该乐团的首席指挥有：
- 1821－1846年：卡西米尔·冯·布鲁门塔尔（英语：Casimir von Blumenthal）
- 1846－1852年：弗兰茨·阿布特（德语：Franz Abt）
- 1850年－： 理查德·瓦格纳（常任客座指挥）
- 1865－1906年：弗里德里希·黑加尔（德语：Friedrich Hegar）

苏黎世音乐厅协会（Tonhalle-Gesellschaft Zürich）受公众资助于1868年成立，以成立一支职业乐团丰富城市文化生活，即为今日的苏黎世音乐厅管弦乐团。